# ТМПК
ТМПК «Мул» — гусеничный транспортёр на базе МТ-ЛБу, предназначенный для перевозки боеприпасов, горючего и другого оборудования для войск на линии фронта.

## История
Бронемашина была разработана в инициативном порядке.
Первая ТМПК приняла участие в комплексных оперативно-тактических учениях "Березина-2002", проходивших с 27 мая по 2 июня 2002 года. В дальнейшем, ТМПК была представлена на проходившей 13-16 мая 2003 года в Минске 2-й международной выставке вооружения и военной техники "MILEX-2003". Приказом министра обороны РБ № 1086 от 31 декабря 2003 года ТМПК принята на вооружение вооружённых сил страны.

## Описание
Транспортёр создан предприятием «Минотор-Сервис» в инициативном порядке на основе изучения опыта боевых действий сухопутных сил в локальных конфликтах. Способен перевозить три ротных запаса боеприпасов (при расчёте один боекомплект на одну единицу вооружения). Общий объём пространства для перевозок — 8 м³, грузоподъёмность — 4 тонны, что соответствует аналогичным параметрам грузовика «Урал». Преимуществами являются броневая защита груза и экипажа, повышенная проходимость, плавучесть и морально-психологическая устойчивость экипажа и военнослужащих за счет большей защищенности. Для защиты устанавливается вооружение: пулемёт ПКТ.

## Страны-эксплуатанты
- Беларусь - вооружённые силы